# Mika Oksa
Mika Oksa (ur. 6 lipca 1976 w Espoo) – fiński hokeista.

## Kariera
- Kiekko-Espoo U20 (1993-1996)
- FPS (1996-1997)
- Ahmat Hyvinkää (1997-1999)
- Blues (1999-2005)
  -  TuusKi (1999)
- Timrå IK (2005-2006)
- HPK (2006-2007)
- KalPas (2007-2009)
- HK Szachcior Soligorsk (2009-2010)
- Dynama Mińsk (2010)
- Junost' Mińsk (2010-2012)

Wychowanek klubu Kiekko-Espoo w rodzinnym mieście. W karierze występował w rodzimych ligach fińskich rozgrywkach Liiga, szwedzkiej lidze Elitserien, ekstralidze białoruskiej i rosyjskiej KHL. Na początku 2013 ogłosił zakończenie kariery.

## Sukcesy
Klubowe
- Brązowy medal mistrzostw Finlandii: 2007 z HPK
- Brązowy medal mistrzostw Finlandii: 2009 z KalPa
- Srebrny medal mistrzostw Białorusi: 2010 z Szachciorem Soligorsk
- Puchar Kontynentalny: 2011 z Junostią Mińsk
- Złoty medal mistrzostw Białorusi: 2011 z Junostią Mińsk
- Drugie miejsce w Pucharze Kontynentalnym: 2012 z Junostią Mińsk

Indywidualne
- Ekstraliga białoruska w hokeju na lodzie (2009/2010):
  - Czwarte miejsce w klasyfikacji średniej goli straconych na mecz w sezonie zasadniczym: 1,91[2]
  - Trzecie miejsce w klasyfikacji skuteczności interwencji w sezonie zasadniczym: 92,6%[3]
  - Drugie miejsce w klasyfikacji średniej goli straconych na mecz w fazie play-off: 1,58[4]
  - Drugie miejsce w klasyfikacji skuteczności interwencji w fazie play-off: 93,7%[5]
- Ekstraliga białoruska w hokeju na lodzie (2010/2011):
  - Pierwsze miejsce w klasyfikacji średniej goli straconych na mecz w fazie play-off: 1,80[6]
  - Pierwsze miejsce w klasyfikacji skuteczności interwencji w fazie play-off: 93,7%[7]
- Puchar Kontynentalny 2010/2011#Superfinał - grupa F:
  - Pierwsze miejsce w klasyfikacji średniej goli straconych na mecz w turnieju: 2,00[8]
  - Drugie miejsce w klasyfikacji skuteczności interwencji w turnieju: 91,55%
  - Najlepszy bramkarz turnieju[9]
  - Skład gwiazd turnieju[10]
- Puchar Kontynentalny 2011/2012#Superfinał - grupa F:
  - Pierwsze miejsce w klasyfikacji średniej goli straconych na mecz w turnieju: 1,67[11]
  - Drugie miejsce w klasyfikacji skuteczności interwencji w turnieju: 93,67%
  - Najlepszy bramkarz turnieju[12]